# Jeckenbach
Jeckenbach ist eine Ortsgemeinde im Landkreis Bad Kreuznach in Rheinland-Pfalz. Sie gehört der Verbandsgemeinde Nahe-Glan an.

## Geographie

### Lage
Das Straßendorf liegt im Nordpfälzer Bergland am Glan-Zufluss Jeckenbach. Im Norden befindet sich Desloch, im Osten Breitenheim, im Süden Löllbach und westlich liegt Schweinschied.

### Geologie
Jeckenbach ist eine bedeutende Fundstätte von Fossilien aus der Rotliegendzeit (Perm) vor etwa 290 Millionen Jahren. Dort wurden von dem Amateurpaläontologen Arnulf Stapf aus Nierstein am Rhein die ältesten Eintagsfliegen (Misthodotes stapfi) Mitteleuropas entdeckt. Außerdem barg man Fische und Amphibien (Saurier). Funde aus Jeckenbach werden im Paläontologischen Museum Nierstein aufbewahrt.

## Geschichte
1816 bis 1866 gehörte Jeckenbach zum Oberamt Meisenheim der Landgrafschaft Hessen-Homburg und kam mit diesem 1866 zu Preußen.
Bevölkerungsentwicklung
Die Entwicklung der Einwohnerzahl von Jeckenbach, die Werte von 1871 bis 1987 beruhen auf Volkszählungen:
| Jahr | Einwohner |
| 1815 | 282       |
| 1835 | k. A.     |
| 1871 | 450       |
| 1905 | 410       |
| 1939 | 373       |
| 1950 | 397       |

| Jahr | Einwohner |
| 1961 | 371       |
| 1970 | 389       |
| 1987 | 316       |
| 1997 | 292       |
| 2005 | 282       |
| 2023 | 207       |

## Politik

### Bürgermeister
Sabine Beimbauer wurde im Juni 2024 zur Ortsbürgermeisterin von Jeckenbach gewählt.
Ihre Vorgängerin war Christa Venter. Ihre Wiederwahl erfolgte am 24. Juni 2019 durch den Gemeinderat, nachdem bei den Kommunalwahlen am 26. Mai 2019 kein Kandidat angetreten war.

## Kultur und Sehenswürdigkeiten
- Theaterverein mit jährlichen Inszenierungen
- Für die Jugend ist ca. 1,5 km außerhalb des Ortes auf einer Anhöhe ein Jugendclub-Haus mit einem Grillplatz errichtet worden.